# Polk County, Wisconsin
Polk County är ett administrativt område i delstaten Wisconsin, USA. År 2010 hade countyt 44 205 invånare. Den administrativa huvudorten (county seat) är Balsam Lake.

## Geografi
Enligt United States Census Bureau har countyt en total area på 2 477 km². 2 376 km² av den arean är land och 101 km² är vatten.

### Angränsande countyn
- Burnett County - nord
- Barron County - öst
- Dunn County - sydost
- St. Croix County - syd
- Washington County, Minnesota - sydväst
- Chisago County, Minnesota - väst